# ۱۲ مرد خشمگین (فیلم ۱۹۵۷)
۱۲ مرد خشمگین (به انگلیسی: 12 Angry Men) فیلمی درام حقوقی محصول سال ۱۹۵۷ آمریکاست که بر اساس داستانی تلویزیونی به همین نام نوشته رجینالد رز و به کارگردانی سیدنی لومت ساخته شده‌است. داستان دربارهٔ هیئت منصفه دادگاهی متشکل از دوازده نفر است که بایستی دربارهٔ گناهکار بودن یا بی‌گناهی جوانی به اتهام قتل تصمیم‌گیری کنند. فیلم به دلیل اینکه تنها از یک لوکیشن در بیشتر طول فیلم و دوازده بازیگر اصلی استفاده کرده‌است مورد توجه می‌باشد. همچنین شخصیت مثبت این فیلم (تصمیم‌گیرنده شماره ۸) در لیست پنجاه قهرمان برتر تاریخ سینما در بنیاد فیلم آمریکا (AFI)، در رتبه ۲۸ قرار دارد.
ایده نمایشنامه رجینالد رز، بارها در فیلم‌های مختلف مورد استفاده قرار گرفت. معروف‌ترین بازسازی این فیلم، نسخه سال ۱۹۹۷ با همین نام است که آن هم توسط مترو گلدوین مایر منتشر شد. این فیلم هم در کسب جوایز موفق بود و هم در نظر عموم؛ و در کل بازسازی خوبی محسوب می‌شود. فیلم هندی در انتظار تصمیم‌گیری (به هندی: Ek Ruka Hua Faisla) و فیلم روسی ۱۲ از بازسازی‌های دیگر این فیلم هستند.
این فیلم همچنین در بیشتر «مجموعه لیست‌های ۱۰۰ سال…» بفا از جمله ۱۰۰ سال… ۱۰۰ فیلم و ۱۰۰ سال… ۱۰۰ هیجان؛ در اولی به عنوان هشتاد و هفتمین فیلم برتر تاریخ سینمای جهان و در دومی به عنوان هشتاد و هشتمین فیلم هیجان‌انگیز برتر شناخته شده‌است.
بازیگران در ۱۲ مرد خشمگین نامی ندارند و از ابتدا تا به انتها آن‌ها را براساس شماره‌ایی که دارند، صدا می‌کنند. در این بین تنها هنری فوندا و جوزف سویینی هستند که در انتهای فیلم تماشاگران را آگاه می‌کنند که نامشان به ترتیب دیویس و مک کاردل است.

## خلاصه داستان
نوجوانی هجده ساله از اهالی آمریکا لاتین متهم به قتل پدرش گردیده‌است. شواهد نشان می‌دهد او با ضربات متعدد چاقو پدر خود را به قتل رسانده‌است، گرچه نوجوان که به نظر ضعیف و افسرده حال می‌رسد این اتهام را قبول ندارد با این حال وجود چاقویی در محل وقوع حادثه که به ظاهر متعلق به نوجوان مذکور است و او ادعا می‌کند آن را مدتی قبل گم کرده و خبری هم از محل آن نداشته‌است، به عنوان مدرک جرم، دلیلی برای مجرم شناختن او از سوی دادگاه شده‌است. حال دوازده مرد از طبقات مختلف اجتماعی به عنوان اعضای هیئت منصفه دادگاه، مأمور تصمیم‌گیری نهایی دربارهٔ این پرونده شده‌اند. اگر آن‌ها فرد متهم به قتل را محکوم نمایند، وی باید روی صندلی الکتریکی اعدام شود. در فرایند رأی‌گیری یازده نفر از اعضای هیئت منصفه رأی به محکومیت و در نهایت اعدام نوجوان می‌دهند اما در این بین یک نفر از آنان یعنی تصمیم‌گیرندهٔ شماره ۸ رأِی بر بی گناهی متهم می‌دهد و پیشنهاد صحبت در این باره را می‌دهد. با پیشروی ماجرا در اتاقی که اعضای هیئت منصفه آن در فضای عصبی مشغول بحث و بررسی پرونده هستند قصه فیلم شکوفا می‌شود و به صورت مطالعه‌ای استادانه دربارهٔ شخصیت‌های پیچیده‌ای در می‌آید که به عنوان عضو هیئت منصفه می‌خواهند رأی نهایی را صادر کنند. پس زمینه اجتماعی، فرهنگی و اقتصادی هریک از این اعضا، باعث واکنش‌های مختلف آنان در زمان حال می‌شود. در چنین موقعیت و اوضاع و احوالی است که شماره ۸ تلاش می‌کند بقیه همکارانش را متقاعد کند که رأی آن‌ها اهمیتی حیاتی دارد و نباید به راحتی دربارهٔ آینده و زندگی دیگران تصمیم بگیرند و سرانجام پس از یک ساعت و نیم بحث پرونده کاملاً روشن می‌شود.

## داستان
در یک روز گرم تابستانی در دادگاه شهرستان نیویورک، محاکمه نوجوان ۱۸ ساله‌ای که به قتل پدر سوء‌استفاده‌گرش متهم است به پایان رسیده است. قاضی به هیئت منصفه دستور می‌دهد که اگر در مورد گناهکار بودن متهم شک منطقی وجود داشته باشد، باید رأی «بی‌گناه» صادر کنند. در صورت اثبات گناه، متهم به مجازات اعدام با صندلی الکتریکی محکوم خواهد شد و رأی باید به‌صورت اجماعی باشد.
در ابتدا، پرونده بسیار واضح به نظر می‌رسد. یک همسایه که روبه‌روی محل حادثه زندگی می‌کند شهادت می‌دهد که هنگام خواب و از طریق پنجره، متهم را در حال زدن ضربه با چاقو به پدرش دیده است. همسایه معلول دیگری که در پایین آپارتمان زندگی می‌کند می‌گوید تهدید به کشتن پدر را شنیده و سپس صدای افتادن جسد را. او هنگام باز کردن درب، متهم را در حال فرار دیده است. متهم چاقوی ضامن‌داری از نوع مشابه چاقوی موجود در صحنه قتل داشته که ادعا کرده گم شده است.
در رأی‌گیری اولیه، همه اعضا به جز منصف شماره ۸ به گناهکار بودن رأی می‌دهند. او معتقد است که شک منطقی وجود دارد و خواستار بحث بیشتر می‌شود. با وجود رد استدلال‌های اولیه‌اش، از جمله اثبات اینکه چاقو به‌اصطلاح یکتا نیست، پیشنهاد رأی‌گیری مخفی را می‌دهد که طی آن منصف شماره ۹ نیز رأی «بی‌گناه» می‌دهد و خواستار بحث بیشتر می‌شود.
منصف شماره ۸ استدلال می‌کند صدای قطار عبوری نمی‌گذاشته که شاهد دوم به‌درستی تهدید پدر را بشنود. چند نفر می‌پرسند آیا تهدید ممکن است فقط یک اصطلاح بوده باشد. پس از بررسی نقشه آپارتمان و آزمایشی، مشخص می‌شود که شاهد معلول نمی‌توانسته به موقع به در برسد. منصف شماره ۳ که عصبانی شده، به سمت منصف شماره ۸ حمله‌ور می‌شود و او را تهدید می‌کند، اما دیگران درک می‌کنند که حرفش نباید به معنای واقعی گرفته شود. دو نفر دیگر رأیشان را تغییر می‌دهند و رأی‌ها برابر می‌شود.
آسیب‌دیدگی پدر از بالا به پایین بوده است، در حالی که منصف شماره ۵ که تجربه شخصی با چاقوهای ضامن‌دار دارد، اشاره می‌کند که این چاقوها معمولا از پایین به بالا استفاده می‌شوند و حمله از بالا به پایین توسط فرد کوتاه‌تر و ماهر ممکن نیست. در رأی‌گیری بعدی، ۹ نفر به گناه و ۳ نفر به بی‌گناه رأی می‌دهند. منصف شماره ۱۰ سخنرانی تبعیض‌آمیزی علیه فقرا انجام می‌دهد که باعث فاصله گرفتن دیگران از او می‌شود.
منصف شماره ۴ از صحت شهادت زن مطمئن است و یک نفر را قانع می‌کند به گناه رأی دهد. اما منصف شماره ۹ متوجه می‌شود که شاهد مرتب جای عینکش را روی بینی‌اش مالیده، در حالی که او در دادگاه عینک به چشم ندارد و گفته بود در زمان حادثه خواب بوده و عینک نداشته است. این نکته باعث زیر سؤال رفتن شهادت او می‌شود و همه به جز منصف شماره ۳ رأی‌شان را تغییر می‌دهند.
در نهایت، منصف شماره ۳ که دلیل اصرارش را رابطه مشکل‌دارش با پسرش می‌داند، عکس خودش و پسرش را پاره می‌کند، گریه می‌کند و رأیش را تغییر می‌دهد. هیئت منصفه با رأی اجماعی، متهم را بی‌گناه اعلام می‌کنند. منصف شماره ۸ به کمک منصف شماره ۳ با لباسش کمک می‌کند و هنگام خروج از دادگاه، شماره ۸ و شماره ۹ که بیشترین حمایت از بی‌گناهی را داشتند، اسامی خود را به یکدیگر می‌گویند و جدا می‌شوند.

## معرفی شخصیت‌ها
| شماره تصمیم‌گیرنده | بازیگر         | شخصیت | ترتیب رأی دادن به "بی‌گناه" | دوبلور در نسخه فارسی |
| ----------------- | -------------- | --- | -------------------------- | -------------------- |
| ۱ (سخنگو)         | مارتین بالسام  | سخنگوی هیئت منصفه. وی که شغل اصلی‌اش مربیگری فوتبال است، فردی مصمم است که به خوبی جمع را کنترل می‌کند.                                                                        | نهمین فرد                  |                      |
| ۲                 | جان فیدلر      | فردی باهوش و منطقی با صدایی زیر که همیشه مضطرب است. | پنجمین فرد                 | شهراد بانکی          |
| ۳                 | لی جی. کاب     | شخصیت شرور فیلم: پدری ناراحت، مستبد، کله‌شق و خودرای. دارای تن صدای بسیار بلند، که مدام کنترل خود را از دست می‌دهد؛ نزدیک‌به بیشتر شخصیت‌های به تصویرکشیده شده توسط لی جی. کاب. | دوازدهمین فرد              | ناصر نظامی           |
| ۴                 | ای. جی. مارشال | شخصیتی منطقی، خونسرد، و مطمئن از خود؛ کارگزار سهام تحلیلی، که فقط با حقایق سروکار دارد؛ کم تحت تأثیر قرار می‌گیرد؛ و تاجای ممکن کوتاه صحبت می‌کند.                            | یازدهمین فرد               | محمد عبادی           |
| ۵                 | جک کلاگمن      | فردی که در یکی از محله‌های پایین شهری و خشن به دنیا آمده. فردی مؤدب و خونسرد.                                                                                                | سومین فرد                  | وحید منوچهری         |
| ۶                 | ادوارد بینز    | یک نقاش خانه. سرسخت ولی محترم و پای‌بند اصول. | ششمین فرد                  |                      |
| ۷                 | جک واردن       | فردی کاسب، طرفدار ورزش، بی‌تفاوت، سطحی، و بی‌علاقه به بررسی‌ها. | هفتمین نفر                 | اصغر افضلی           |
| ۸                 | هنری فوندا     | یک مهندس معمار. نخستین کسی که به بی‌گناه بودن رأی می‌دهد و بقیه را نیز متقاعد می‌کند. قهرمان اصلی داستان. او در پایان داستان خودش را با نام دیویس معرفی می‌کند.                 | نخستین فرد                 | ناصر طهماسب          |
| ۹                 | جوزف سویینی    | پیرمردی خردمند و هوشیار؛ وی در پایان داستان خود را با نام مک کاردل معرفی می‌کند.                                                                                             | دومین فرد                  | جواد پزشکیان         |
| ۱۰                | اد بگلی        | صاحب گاراژ. فردی بددهن، تحمیل‌کننده و متعصب با باورهایی خاص و سنتی. | دهمین فرد                  | محمدعلی دیباج        |
| ۱۱                | جورج واسکوچ    | ساعت‌سازی اروپایی که به تابعیت آمریکا درآمده. فردی بسیار باسیاست و مؤدب، که سخن زیبایی دارد.                                                                                 | چهارمین فرد                | خسرو شمشیرگران       |
| ۱۲                | رابرت وبر      | فردی دودل و دمدمی‌مزاج؛ که حرف‌هایی هوشمندانه و کنایه‌آمیز می‌زند. | هشتمین فرد                 |                      |

## حواشی
- تا سال ۲۰۰۳ گمان می‌کردند که تنها یک نسخه از فیلم در موزه رادیو و تلویزیون آمریکا موجود است، اما در سال ۲۰۰۳ نسخهٔ ۱۶ میلی‌متری دیگر از فیلم در کلکسیون ساموئل لیبووتیز (Samuel Leibowitz) یافت شد که آن هم به موزه منتقل شد.
- در حین فیلمبرداری سیدنی لومت به تدریج فاصله کانونی لنز دوربین را تغییر می‌داد و این تمهید باعث می‌شد که دورنما به شخصیت‌ها نزدیک‌تر شده، حس قرار گرفتن آن‌ها در تنگنا بیشتر به مخاطب منتقل شود.
- فیلمبرداری «دوازده مرد خشمگین» در مدت زمان کوتاه ۲۱ روز به پایان رسیده و تمامی لوکیشن‌های این فیلم در نیویورک بوده‌است.
- هنری فوندا از سوی اتحادیهٔ هنرمندان آمریکا موظف به تهیهٔ فیلم شد؛ بنابراین او علاوه بر بازیگری، تهیه‌کنندگی فیلم را نیز بر عهده گرفت.
- هنری فوندا به تماشای نقش خود در فیلم علاقه‌ای نداشت و به همین دلیل تمام فیلم را به‌طور کامل ندید. با این‌حال او وقتی پس از تماشای بخش‌هایی از فیلم از اتاق نمایش خارج شد خطاب به سیدنی لومت (کارگردان) گفت: «سیدنی، فیلم باشکوهی شده‌است.»
- «دوازده مرد خشمگین» ۱۳ آوریل ۱۹۵۷ در نیویورک به نمایش درآمد و پس از آن در کشورهای آلمان، سوئد، فنلاند، ایتالیا، استرالیا، اسپانیا، ژاپن، دانمارک، فرانسه و هلند اکران عمومی شد.
- سیدنی لومت ابتدا کارش را از تلویزیون آغاز کرد و «دوازده مرد خشمگین»، نخستین فیلم او است که در سال ۱۹۵۷ به عنوان یازدهمین تجربه‌اش به نمایش درآمد.[۲۰]
- «۱۲ مرد خشمگین» در سال ۲۰۰۸ از طرف بنیاد فیلم آمریکا به عنوان دومین فیلم دادگاهی تاریخ سینما برگزیده شد.
- سیدنی لومت بعد از اتمام ساخت فیلم بازیگرانش را در یک اتاق جمع کرد و آن‌ها را وادار کرد تا دیالوگ‌هایشان را بدون مکث بازگو کنند! ظاهراً دلیل این امر این بود که وی می‌خواسته بازیگرانش موقعیت شخصیت‌هایشان را با جان و دل حس کنند!
- هیچ‌یک از بازیگران عضو هیئت منصفهٔ دادگاه در حال حاضر در قید حیات نیستند.
- اگرچه «۱۲ مرد خشمگین» در گیشه موفق نبود و حتی نتوانست سرمایه هنری فوندا را بازگرداند، اما فوندا همواره با احترام از این فیلم یاد کرد و همیشه گفت که «۱۲ مرد خشمگین» بهترین فیلمی بوده که تهیه کرده‌است.

## روند ساخت
داستان تلویزیونی رجینالد رز ابتدا در یک فیلم تلویزیونی به نام "دوازده مرد خشمگین" به تصویر کشیده شد. این نمایش، به عنوان قسمتی از مجموعه "استودیو ۱" شبکه تلویزیونی CBS در سپتامبر ۱۹۵۴ پخش شد. نوار کامل این فیلم، که گم‌شده و فراموش شده بود، در سال ۲۰۰۳ پیدا شد.
موفقیت نمایش تلویزیونی در این فیلم سینمایی نیز ادامه داشت. سیدنی لومت، که در تلویزیون هم فیلم‌ها و نمایش‌های عمدتاً درام می‌ساخت، توسط هنری فوندا و رجینالد رز به ساختن این فیلم تشویق شد. این فیلم، علاوه بر نخستین فیلم سینمایی لومت، نخستین تجربه فوندا و رز به عنوان تهیه‌کننده بود. فوندا پس از شکست فیلم در گیشه، گفت که این نخستین و آخرین تهیه‌کنندگی ای بوده که کرده، و همین‌طور هم شد.
فیلم‌برداری، پس از مدت کوتاهی، کمتر از یک هفته، با بودجه‌ای کم نزدیک به ۳۴۰٬۰۰۰ دلار (معادل امروزی حداکثر ۲ میلیون و ششصد دلار) تهیه شد.
در ابتدای فیلم‌برداری، لنز به حالت چشمی تنظیم شده بود تا بتواند عمیق‌تر موضوع‌ها را به تصویر بکشد؛ ولی در طول فیلم فاصله کانونی لنز افزایش میافت. اواخر فیلم، تقریباً از همه از نزدیک و با فاصله کانونی زیاد فیلم‌برداری می‌شود. لومت این کار را می‌کرد تا حسّ در فشار قرار گرفتن، استرس داشتن، عصبانی بودن و دلخور شدن تک‌تک کاراکترهای فیلم را به بیننده القا کند.
این فیلم در ۳۶۵ شات برداشت شد.

## جوایز
- برنده جایزه بهترین فیلم خارجی از جشنواره بفتا[۲۴]
- برنده جایزه خرس طلایی جشنواره بین‌المللی فیلم برلین[۲۵]
- نامزد جایزه اسکار بهترین کارگردانی برای سیدنی لومت[۲۶]
- نامزد جایزه اسکار بهترین فیلم‌نامه اقتباسی برای رجینالد رز[۲۷]
- نامزد جایزه اسکار بهترین فیلم[۲۸]
- نامزد جایزه گلدن گلوب بهترین فیلم درام[۲۹]
- نامزد جایزه گلدن گلوب بهترین بازیگر نقش اول مرد برای هنری فوندا[۳۰]
- نامزد جایزه گلدن گلوب بهترین کارگردانی برای سیدنی لومت[۳۱]
- نامزد جایزه گلدن گلوب بهترین بازیگر نقش مکمل مرد برای لی جی. کاب[۳۲]

فیلم ۱۲ مرد خشمگین نامزد ۳ جایزه اسکار شد (بهترین کارگردانی، بهترین فیلم، بهترین فیلم نامه) اما در نهایت آن‌ها را به فیلم پل رودخانه کوای باخت.

## سایر افتخارات
1. در ۱۰۰ سال… ۱۰۰ فیلم به انتخاب بفا که فهرستی از ۱۰۰ فیلم برتر تاریخ به انتخاب بنیاد فیلم آمریکا است نامزد شد.[۳۳]
2. در ۱۰۰ سال... ۱۰۰ هیجان به انتخاب بفا که فهرستی از ۱۰۰ فیلم هیجان‌انگیز برتر تاریخ سینما است رتبه ۸۸ را به‌دست‌آورد.[۳۴]
3. در ۱۰۰ سال... ۱۰۰ قهرمان و شرور به انتخاب بفا که فهرستی از ۱۰۰ قهرمان و شرور برتر سینمایی است، برای «تصمیم‌گیرنده شماره ۸» مقام بیست‌وهشتم را در قهرمان‌ها کسب کرد.[۳۵]
4. در ۱۰۰ سال... ۱۰۰ تحسین به انتخاب بفا که فهرستی از ۱۰۰ فیلم برتری که به انسان الهام و انگیزه می‌دهند و به اصطلاح وی را «سر غیرت می‌آورند» است رتبه ۴۲ به آن تعلق گرفت.[۳۶]
5. در ۱۰۰ سال... ۱۰۰ فیلم به انتخاب بفا (بازبینی ۲۰۰۷) که فهرست ۱۰۰ فیلم برتر تاریخ با بازبینی دوباره است در رتبه ۸۷ قرار گرفت.[۳۷]
6. در ده فیلم برتر در ده ژانر به انتخاب بفا به عنوان دومین فیلم برتر تاریخ در ژانر دادگاهی شناخته شد.[۳۸]
7. در ۲۵۰ فیلم برتر به انتخاب بانک اینترنتی اطلاعات فیلم‌ها که فهرست ۲۵۰ فیلم برتر تاریخ سینما به انتخاب کاربران و همچنین داوران است در رتبهٔ پنجم قرار دارد.[۳۹]

## نقدها
۱۲ مرد خشمگین، در واقع جدا از یک درام هیجان‌انگیز بودن، نشانگر ۱۲ قشر مختلف جامعه و دید هر یک به یک ماجرای واحد است؛ که می‌توان گفت تا حد زیادی این امر را مدیون سیدنی لومت، کارگردان فیلم است. همچنین، این که هیچ‌کدام از ۱۲ عضو هیئت منصفه (در این مقاله آمده "تصمیم‌گیرنده") در طول داستان نامی ندارند؛ گویی کارگردان خواسته بیننده تصمیم‌گیرنده‌ها را از شخصیت آن‌ها بشناسد نه نام آن‌ها. این فیلم که در کمتر از ۲۱ روز در یک اتاق کوچک در نیویورک ساخته شد، توانست با سادگی تمام موفقیت خود را کسب کند.
راجر ایبرت ۱۲ مرد خشمگین را عضوی از مجموعهٔ «فیلم‌های فوق‌العاده» سایت خود کرد. ای.اچ. ویلر از روزنامهٔ نیویورک تایمز نوشت: «درامی با خط داستانی محکم و جذاب؛ که به نمایی عمیق از پشت درهای بستهٔ اتاق هیئت منصفه دست یافته‌است.» او همچنین در مورد دوازده شخصیت اصلی داستان نوشت: «درام این ۱۲ شخصیت، به اندازهٔ کافی برانگیزنده است که می‌تواند هر تماشاگری را افسون کند.» هرچند، فیلم یک فاجعه از نظر تجاری بود. در سال ۱۹۵۷، فیلم‌های رنگی تازه ابداع شده بودند و این که این فیلم نتوانست موفقیتی در آن زمان به دست بیاورد این بود که احتمالاً به دلیل کمبود بودجه سیاه‌وسفید ساخته‌شد.

## اشکالات
اشکلات شمرده شده در این فیلم که در سایت بانک اینترنتی اطلاعات فیلم‌ها انتشار یافت، ۱۱ تا شمرده شده‌اند. این رقم در مقایسه با فیلم مطرحی مثل پدرخوانده که در همین سایت اشکالاتش ۱۰۸ تا ذکر شده‌اند، رقم خیلی خوبی محسوب می‌شود. اشکالات این فیلم عبارتند از:
1. در ساعت هشت و هفت دقیقه غروب حین فیلم‌برداری (در فیلم تازه ظهر است)، هنگامی که دوربین از روی تصمیم‌گیرنده شماره ۶ روی ۷ می‌رود، سایه بوم روی دیوار پشت سر آن‌ها پدیدار است.
2. وقتی تصمیم‌گیرنده شماره ۷ می‌گوید: «این بچه پنج به صفر باخته»، او دارد این جمله را از روی یک اصطلاح ورزش بیسبال می‌گوید؛ که نشان می‌دهد او یک طرفدار بیسبال است. با این حال، جمله درست «صفر به پنج باخته» است. البته، این اشکال می‌توانسته عمداً از سوی کارگردان و تهیه‌کننده ایجاد شده باشه تا نشان دهد تصمیم‌گیرنده شماره ۷ نمی‌داند چه می‌گوید و آدم سطحی‌گراییست.
3. وقتی که تصمیم‌گیرنده شماره ۸ می‌خواهد نشان دهد که برای یک مرد پیر چقدر طول می‌کشد که خود را به در آپارتمان برساند، او به شماره ۲ می‌گوید زمان را بگیرد. پس از اتمام کار، شماره ۲ به ساعت خود نگاه می‌کند و می‌گوید: «دقیقاً…۴۱ ثانیه.» با این حال، اگر تصور کنیم که فیلم همه روند را نشان داده و برش نداشته، زمان اصلی ۳۰ ثانیه است.
4. در نیم‌ساعت پایانی فیلم، ساعت روی دیوار زمان ۶:۱۵ را نشان می‌دهد. چند دقیقه بعد، ای. جی. مارشال اشاره می‌کند که ۶:۱۵ دقیقه است. چند دقیقه بعد، دوباره ساعت در دوربین واضح است، و هنوز زمان ۶:۱۵ را نشان می‌دهد! چند دقیقه بعد، که لی جی. کاب کیف خود را از روی میز برمی‌دارد، می‌توان ساعت مچی او را دید که زمان ۵:۱۰ را نشان می‌دهد.
5. در سکانسی که تصمیم‌گیرنده شماره ۱۲ به صندلی خود تکیه داده و سیگار برگ می‌کشد، سرآستین‌های پیراهن وی تاخورده هستند. در سکانس نمای نزدیک بعدی، آستین وی با دکمه محکم بسته‌شده‌است، و سپس در سکانس طولانی بعدی، آستین‌ها دوباره باز و تاشده هستند.
6. در خیلی از سکانس‌ها ساعت‌های اعضای هیئت منصفه با ساعتی که فیلم در آن اتفاق می‌افتد هماهنگ نیست.
7. در ابتدای فیلم که بسیاری از اعضا کت‌های خود را درمی‌آورند، عضو شماره ۷ هم همین کار را می‌کند. با این حال، در صحنه‌ای که چاقوی دوم توسط تصمیم‌گیرنده شماره ۸ در میز فرو می‌شود، وقتی که عضو چهارم با حیرت از جا بلند می‌شود؛ درست در سکانس بعدی هنگامی که واکنش شماره ۸ را می‌بینیم، شماره هفت به راحتی قابل دید است؛ با کتی که تنش است.
8. هنگامی که اعضا دارند استراحت می‌کنند و دست و صورت خود را می‌شویند، تصمیم‌گیرنده شماره ۶ را می‌بینیم که با سیم پنکه اتاق ورمی‌رود؛ و در نهایت سیم را کمی آنطرف‌تر از پنکه، آویزان رها می‌کند. وقتی که عضو شماره ۸ از دستشویی بیرون می‌آید، سیم دیگر آویزان نیست، و تا آخر فیلم دیگر دیده نمی‌شود. حتی وقتی که شماره ۷ آن را کمی بعد به برق وصل می‌کند، هیچ سیم دیگری معلوم نیست.
9. هنگامی که عضو هشتم دارد صحنه دویدن پیرمرد لنگان را بازسازی می‌کند، سایه دوربین که در حال تعقیب اوست به وضوح روی زمین دیده می‌شود.
10. هنگامی که نمای دادگاه نشان داده می‌شود، جایگاه متهم درست کنار جایگاه اعضای هیئت منصفه است. در دادگاه واقعی، این جایگاه دورترین مکان نسبت به اتاق هیئت منصفه است.
11. وقتی که تصمیم‌گیرنده شماره ۴ چاقو را برای نخستین بار در میز فرومی‌کند، شما می‌توانید به وضوح جاهای بریدگی دیگری در اطراف آن ببینید که از برداشت‌های پیشین به جا مانده‌است.[۴۳][۴۴][۴۵]